# 링갈라어
링갈라어(Lingála)는 콩고 민주 공화국 북서부와 콩고 공화국 북부에서 주로 쓰이는 반투어군의 언어로, 특히 두 국가의 수도인 킨샤사와 브라자빌에서 사용되며, 이외에 앙골라와 중앙아프리카 공화국 일부 지역에서도 무역이나 이민자로 인해 쓰인다. 모어 화자가 약 2천만 명, 제2언어 화자가 약 2천만 명으로 추산된다.

## 역사
19세기까지 콩고강 서쪽 유역에서 중요한 무역 언어로 사용되던 보방기어(Bobangi)가 링갈라어의 전신이다. 1880년대부터 이 지역에 들어온 유럽인들이 현지인과의 소통을 위해 보방기어를 불완전하게 습득하고, 이를 제2언어로 사용하는 콩고인이나 선교사, 식민지 주민 등을 매개로 하여 더 넓은 지역(방갈라 주)에 이 언어변종을 확산시키게 되었다. 이 변종이 사용되던 킨샤사와 브라자빌이 중심 도시가 됨에 따라 언어의 중요성은 증가했으며, 군대 등의 링구아 프랑카로서 확립되었다.

## 특징
대부분의 어휘와 문법 요소를 보방기어에 기반하고 있으나, 이외에 키콩고어 방언, 우방기어, 스와힐리어, 프랑스어, 포르투갈어, 영어, 기타 아프리카 언어에서도 많은 어휘가 차용되었다.